# Wolfgang Lakenmacher
Wolfgang Lakenmacher, nemški rokometaš, * 8. oktober 1943, Neuenhofe, † 24. maj 2023.
Leta 1972 je na poletnih olimpijskih igrah v Münchnu v sestavi vzhodnonemške rokometne reprezentance osvojil četrto mesto.